# Partido judicial de Becerreá
El Partido judicial de Becerreá es uno de los 45 partidos judiciales en los que se divide la comunidad autónoma de Galicia, siendo el partido judicial n.º 9 de la provincia de Lugo.
Comprende a las localidades de As Nogais, Baralla, Becerreá, Cervantes, Pedrafita do Cebreiro y Triacastela.
La cabeza de partido y por tanto sede de las instituciones judiciales es Becerreá. La dirección del partido se sitúa en la Rúa Gómez Giménez de la localidad. Becerreá cuenta con un Juzgado de Primera Instancia e Instrucción.